# (8938) 1997 AF21
A (8938) 1997 AF21 a Naprendszer kisbolygóövében található aszteroida. Ueda Szeidzsi és Kaneda Hirosi fedezte fel 1997. január 9-én.